# Team 60
Team 60 – zespół akrobacyjny szwedzkich sił powietrznych powstały w 1974 w ośrodku szkolenia lotniczego w bazie wojskowej Ljungbyhed nieopodal stolicy Szwecji. Wykorzystują samoloty szkolne Saab 105 zwane także SK-60 od czego pochodzi nazwa zespołu.